# Club Sportif Multidisciplinaire Diables Noirs
O Club Sportif Multidisciplinaire Diables Noirs, ou simplesmente Diables Noirs, é um clube esportivo congolês com sede na cidade de Brazavile. O time compete na Campeonato Congolês de Futebol, a primeira divisão do futebol congolês.

## Títulos

### Nacionais
- Campeonato Congolês de Futebol: 7 (1961, 1977, 1992, 2004, 2007, 2009 e 2011)
- Coupe du Congo: 10 (1989, 1990, 2003, 2005, 2012, 2014, 2015, 2018, 2022 e 2023)[2]
- Campeonato da Cidade de Brazavile: 3 (1952, 1953 e 1954)